# Klein gegen Groß

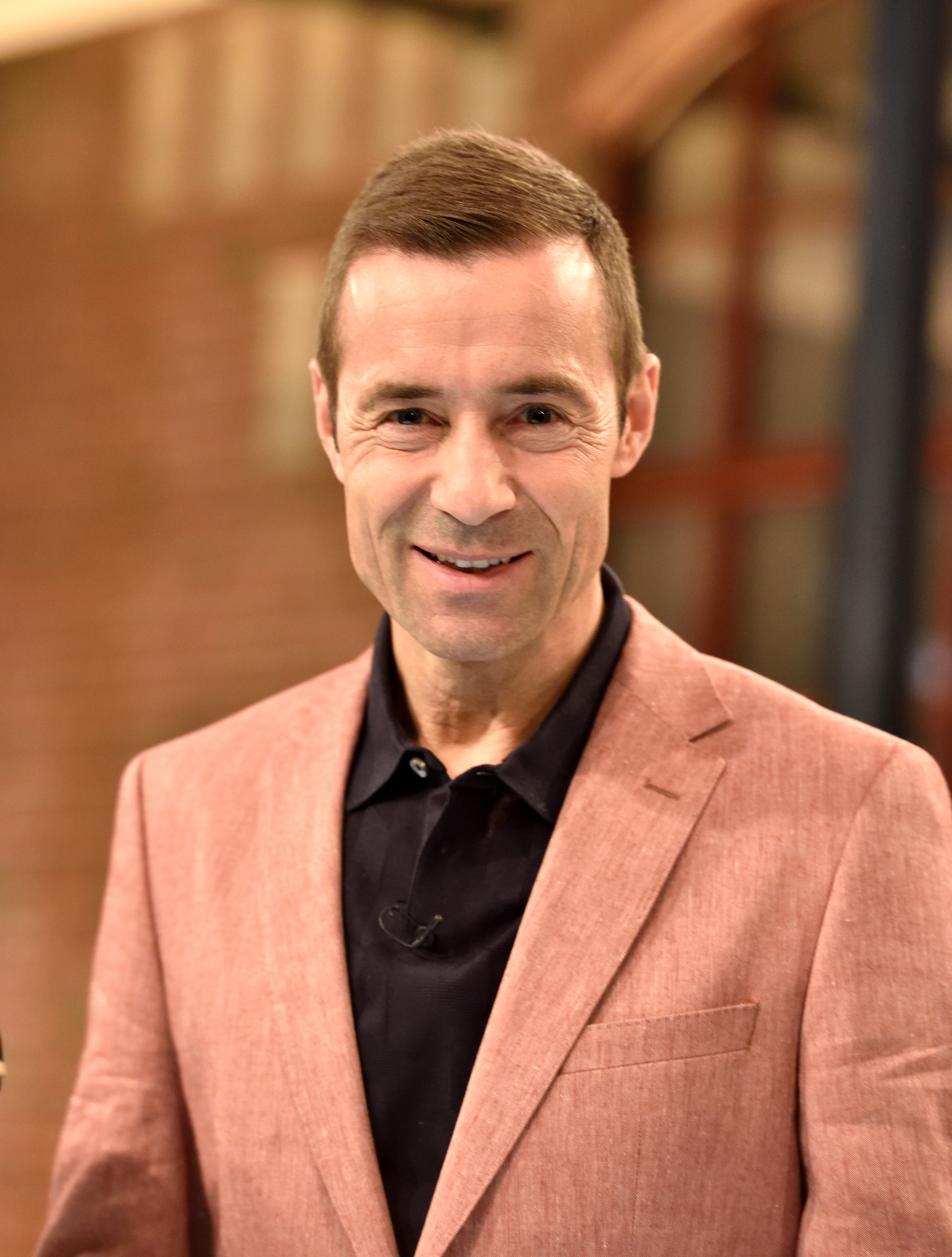
Moderator Kai Pflaume

Klein gegen Groß – Das unglaubliche Duell ist eine Familien-Spielshow, die seit 2011 im Ersten, seit März 2017 auf ORF 1 und seit November 2020 auf SRF 1 ausgestrahlt wird. In der Sendung treten Kinder (Kleine) in ihren Talentbereichen gegen prominente Gäste (Große) an. Produziert wird das Format von der i&u TV. Gastgeber und Moderator der Sendung ist Kai Pflaume.

## Spielprinzip

### Grundsätzliches
Kinder zwischen fünf und 14 Jahren, die über besondere Fähigkeiten und Talente verfügen, treten in unterschiedlichen Duellen gegen Prominente an. An manchen Duellen nehmen mehrere Kinder und/oder Prominente teil. Die Kinder können aus allen Ländern der Welt kommen, sie oder ihre Eltern bewerben sich zuvor bei der Redaktion. So waren bereits Talentkinder aus den USA, Indien, Brasilien, Japan und Frankreich zu sehen. Nach den angebotenen Wetten sucht die Fernsehredaktion passende Gegner und arrangiert das Duell für die Studiobühne. Pro Sendung finden in der Regel acht bis zehn Duelle statt.
Es kommen unter anderem diese Duell-Arten vor (die ersten beiden am häufigsten):
- etwas erkennen, z. B. Musikstücke, literarische Werke, Filme, Fernsehsendungen, Prominente, Bauwerke, Städte, Länder, Tier- oder Pflanzenarten, Flüsse, Berge, Sportereignisse, Fahrzeuge, Speisen
- etwas Sportliches machen, meist möglichst oft oder möglichst schnell
- etwas mit einem Fahrzeug machen (z. B. mit Bagger, Traktor, Gabelstapler)
- sich während der Sendung viel einprägen (Gedächtnissport)
- mit dem Kreuzblick Unterschiede finden
- etwas berechnen oder zählen

Bei den prominenten Persönlichkeiten handelt es sich vorwiegend um Profisportler, Schauspieler, Musiker, Moderatoren, Internetstars oder selten auch Experten. Pflaume beginnt jedes Duell mit den Worten „Klein gegen Groß – Auf los geht’s los!“
Die Kinder erhalten nach ihrem Duell in Absprache mit den Eltern garantiert ein Geschenk (z. B. eine Reise, ein elektronisches Gerät, ein Sportgerät oder ein Musikinstrument), egal ob sie ihr Duell gewannen oder nicht.
Vor der Sendung wird mit den Kindern ein Intro aufgenommen, das die Leistungen und Interessen des Kindes widerspiegeln soll. Es ist bis zu 7 Minuten lang. Manche Kinder und deren Familien werden zuhause besucht. Früher war auch Pflaume dabei, nun spricht er nur im Hintergrund dazu einen Text.
Am Ende dieses Intros gibt es immer einen Kampfspruch des Talentkindes, welches fast immer ein Wortspiel enthält.
Ein paar prominente Teilnehmer der Sendung (meist 4 bis 6), die auf der Couch sitzen, tippen auf den Ausgang der Duelle ohne eigene Beteiligung und erspielen sich so Punkte. Bei den eigenen Duellen setzen sie automatisch auf sich selbst. Derjenige, der schließlich die meisten Punkte erreicht, gewinnt und spendet die Gewinnsumme in Höhe von 30.000 Euro für einen wohltätigen Zweck, den er selbst aussucht. In manchen Fällen gibt es einen Gleichstand mit den meisten Punkten; in diesem Fall wird die Gewinnsumme auf die Sieger-Prominenten für ihre jeweiligen Spenden aufgeteilt.
Oft gibt es auch Musikauftritte oder andere Darbietungen von prominenten Duellteilnehmern.

### Das Zuschauer-Duell
Ab der 6. Ausgabe stellte sich jeweils ein Kind pro Ausgabe mit besonderen Fähigkeiten vor. Für dieses Duell wurden die Zuschauer ab 21 Jahren aufgerufen, gegen dieses Kind anzutreten. Nach einem erfolgreichen Casting wurde schließlich ein Gegner für die darauffolgende Fernsehausgabe gefunden. Gewann der erwachsene Gegner in diesem Duell, so erhielt er 8000 Euro für sich. Gewann dagegen das Kind, so erhielt jedes Kind aus der aktuellen Fernsehausgabe 1000 Euro für die Klassenkasse (oder Kindergartengruppenkasse), jedoch nicht das neue Zuschauer-Duell-Kind.

### Die Wette
Ab der 21. Ausgabe gab es eine abgewandelte Form des früheren Zuschauer-Duells. Ein Kind mit besonderen Fähigkeiten stellte eine Wette vor. Die Prominenten tippten wie bei den anderen Duellen auf den Ausgang der Wette. Gewann das Kind die Wette, wurde ein prominenter Profi gesucht, der in der nächsten Sendung gegen das Kind antrat.

### Schleimstuhl
In manchen Folgen wurde zu Beginn ein Prominenter für den „Schleimstuhl“ ausgesucht. Gewann das Kind das Duell gegen diesen Prominenten, durfte es am Ende der Sendung den Prominenten mit einem grünen Monsterschleim aus einem Feuerwehrschlauch bespritzen. Gewann hingegen der Prominente, so bekam der Moderator Kai Pflaume den Schleim ab.

### Klein gegen …

#### Klein gegen Vogel
Von der 35. Ausgabe bis zur 45. Ausgabe gab es die Rubrik „Klein gegen Vogel“. Ein Kind trat dabei gegen den Schauspieler Jürgen Vogel an. Die Prominenten tippten wie bei den anderen Duellen auf den Ausgang, was ins Gesamtergebnis einfloss. Der Name der Rubrik leitet sich von der Körpergröße Vogels ab. Dieser sei nicht groß genug um als Großer zu gelten.

#### Klein gegen Jan Josef
Seit der 46. Ausgabe gibt es die Rubrik „Klein gegen Jan Josef“ mit dem Schauspieler Jan Josef Liefers. Das Spielprinzip ist hier dasselbe wie bei „Klein gegen Vogel“ (siehe oben).

## Teilnehmer
Im Folgenden werden die Prominenten aufgelistet, die mindestens dreimal in der Sendung zu Gast waren. Die Sortierung erfolgt zunächst nach Anzahl der Auftritte und dann nach den Familiennamen der Prominenten.
| Kandidat                          | Anzahl der Auftritte | Episoden                             |
| --------------------------------- | -------------------- | ------------------------------------ |
| Jan Josef Liefers (Dauerkandidat) | 20                   | 11, 24, 29, 36, 44, 46–51, 54, 56–63 |
| Jürgen Vogel (Dauerkandidat)      | 15                   | 4, 12, 25, 34–45                     |
| Fabian Hambüchen                  | 9                    | 1, 5, 13, 26, 41, 45, 50, 59, 62     |
| Wigald Boning                     | 5                    | 1, 43, 58, 61, 63                    |
| Christoph Maria Herbst            | 5                    | 19, 33, 45, 52, 57                   |
| Lukas Dauser                      | 4                    | 26, 57, 59, 62                       |
| Heino Ferch                       | 4                    | 27, 46, 52, 58                       |
| Bernhard Hoëcker                  | 4                    | 9, 25, 47, 64                        |
| Emilia Schüle                     | 4                    | 33, 43, 47, 63                       |
| Hans Sigl                         | 4                    | 12, 26, 38, 50                       |
| Nora Tschirner                    | 4                    | 8, 28, 38, 48                        |
| Rolando Villazón                  | 4                    | 16, 31, 43, 57                       |
| Christian Berkel                  | 3                    | 5, 13, 49                            |
| Jochen Breyer                     | 3                    | 47, 57, 62                           |
| Helene Fischer                    | 3                    | 16, 46, 60                           |
| Maria Furtwängler                 | 3                    | 2, 32, 47                            |
| David Garrett                     | 3                    | 17, 49, 61                           |
| Max Giesinger                     | 3                    | 32, 52, 64                           |
| Regina Halmich                    | 3                    | 39, 41, 64                           |
| Karoline Herfurth                 | 3                    | 27, 51, 63                           |
| Martina Hill                      | 3                    | 46, 56, 61                           |
| Sascha Huber                      | 3                    | 43, 47, 50                           |
| Günther Jauch                     | 3                    | 1, 26, 42                            |
| Elyas M’Barek                     | 3                    | 24, 45, 53                           |
| Henry Maske                       | 3                    | 2, 14, 39                            |
| Tobias Moretti                    | 3                    | 34, 52, 62                           |
| Marcel Nguyen                     | 3                    | 4, 16, 20                            |
| DJ Ötzi                           | 3                    | 35, 44, 59                           |
| Axel Prahl                        | 3                    | 8, 18, 36                            |
| Smudo                             | 3                    | 21, 31, 63                           |
| Torsten Sträter                   | 3                    | 37, 59, 61                           |

## Hintergrund

### Produktion
Klein gegen Groß wird im Studio Berlin Adlershof aufgezeichnet. Zunächst ging die Show ein- bis zweimal pro Jahr in unregelmäßigen Abständen auf Sendung. Im Jahr 2013 wurde die Sendefrequenz auf bis zu fünf Ausgaben pro Jahr erhöht. Regie führt unter anderem Frank Hof.
Seit Mitte März 2017 fungiert der ORF als Koproduzent der Spielshow. Das führte dazu, dass zunehmend auch Talentkinder und Prominente aus Österreich in der Show auftreten. Mitte November 2020 stieg außerdem das SRF als gelegentlicher Koproduzent ein. Damit treten auch vermehrt Kinder und Prominente aus der Schweiz an.

### Jubiläum
Im Rahmen des zehnjährigen Jubiläums der Sendung wurde am 16. Oktober 2021 eine Sonderausgabe unter dem Titel „Klein gegen Groß – Die Jubiläumsshow“ ausgestrahlt. Bereits einen Tag zuvor war im NDR ein Best-of der vergangenen zehn Jahre unter dem Titel „10 Jahre „Klein gegen Groß“ – Die unglaublichsten Geschichten der Kinder“ zu sehen.

### Sonstiges
Am 10. April 2020 wurde auf dem YouTube-Kanal von Klein gegen Groß das erste Video veröffentlicht. Stand 24. Dezember 2023 hat der Kanal über 294.000 Abonnenten und über 225 Millionen Aufrufe.